# Álex López (Fußballspieler, 1997)
Alejandro López Moreno (* 2. Juni 1997 in Terrassa) ist ein spanischer Fußballspieler. Er spielt aktuell für CD Mirandés.

## Karriere
Bis 2016 war López Teil der U-19–Mannschaft Espanyol Barcelonas. Die ersten Spiele für die zweite Mannschaft Espanyols bestritt er allerdings bereits im November 2014. Im Sommer 2018 stieg López zur ersten Mannschaft auf und absolvierte dort sein Debüt am 14. Januar 2019 gegen Real Sociedad. 2019 wechselte er auf Leihbasis zu CD Lugo und im Anschluss 2021 fest zum CD Mirandés.